# Daliborka Vilipić
Daliborka Vilipić (serb. Дaлиборкa Вилипић; ur. 30 marca 1975 w Banja Luce) – serbska koszykarka występująca na pozycji środkowej.

## Osiągnięcia
Stan na 18 września 2016, na podstawie, o ile nie zaznaczono inaczej.
Drużynowe
- Mistrzyni:
  - Węgier (2002, 2005)
  - Polski (2007)
- Wicemistrzyni:
  - Węgier (2000, 2001)
  - Włoch (2004)
  - Serbii (2010)[3]
- 4. miejsce w Eurolidze (2005)
- Zdobywczyni pucharu Serbii (2010)[3]
- Finalistka pucharu:
  - Polski (2007)
  - Izraela (2008)[4]
  - Włoch (2009)[5]
- Uczestniczka rozgrywek:
  - Pucharu Ronchetti (1995–1997, 1998/99)
  - Euroligi (1999–2005, 2006/07)
  - Eurocup (2005/06, 2007–2010)

Indywidualne
- Uczestniczka meczu gwiazd PLKK (2006)[6]
- Zaliczona do:
  - I składu:
    - ligi węgierskiej (2006 przez Eurobasket.com)[7]
    - All-Imports ligi serbskiej (2010)[3]

  - składu Honorable Mention:
    - ligi izraelskiej (2008 przez Eurobasket.com)[4]
    - ligi włoskiej (2009 przez Eurobasket.com)[5]
- Liderka strzelczyń ligi węgierskiej (2006)[7]

Reprezentacja
- Uczestniczka:
  - mistrzostw Europy (1995 – 10. miejsce, 1997 – 8. miejsce, 1999 – 7. miejsce, 2003 – 8. miejsce)
  - mistrzostw świata (2002 – 12. miejsce)